# Jack Albertson
Jonathan „Jack“ Albertson (* 16. Juni 1907 in Malden, Massachusetts; † 25. November 1981 in Hollywood, Los Angeles, Kalifornien) war ein US-amerikanischer Schauspieler, Tänzer und Musiker. Als Darsteller wurde der Künstler mit allen renommierten Auszeichnungen wie dem Oscar, dem Emmy sowie dem Tony Award ausgezeichnet.

## Leben
Jack Albertson wurde als Sohn jüdischer Eltern geboren. Seine Mutter war eine russische Immigrantin, der Vater ein polnischer Einwanderer. Seine ältere Schwester Mabel Albertson arbeitete auch als Schauspielerin. Nach der High School ging er nach New York City um Schauspieler zu werden. Da er kein Geld und keinen Job hatte, musste er im Winter in der U-Bahn und im Sommer im Central Park übernachten. Sein erster Job im Showbusiness war in einer Straßentruppe „the Dancing Verselle Sisters“.
Über diese Gruppe fand er seinen Weg zum Broadway. Damals spielte er unter anderem in: Top Banana, The Cradle Will Rock, Make Mine Manhattan, Show Boat, Boy Meets Girl, Girl Crazy, Meet the People, The Sunshine Boys (für diese Rolle bekam er eine Tony Award Nominierung als Best Actor), und The Subject Was Roses (bei der er den Tony Award dann gewann). Für die Filmadaption des Stücks gewann er 1969 einen Oscar als bester Nebendarsteller.
Nebenher arbeitete er noch für die Radioprogramme Just Plain Bill und The Jack Albertson Comedy Show. 1947 begann er seine Karriere beim Film. 
Albertson starb im Alter von 74 Jahren während der  Dreharbeiten zu My Body, My Child. Sein Leichnam wurde verbrannt und die Asche wurde über dem Pazifischen Ozean verstreut.

## Filmografie (Auswahl)
- 1947: Das Wunder von Manhattan (Miracle on 34th Street)
- 1957: Der Mann mit den 1000 Gesichtern (Man of a Thousand Faces)
- 1957: Geh nicht zu nah ans Wasser (Don’t Go Near the Water)
- 1957: Teufel im Nacken (Monkey on My Back)
- 1958: Reporter der Liebe (Teacher’s Pet)
- 1961: Ein Pyjama für zwei (Lover Come Back)
- 1962: Zeit der Anpassung (Period of Adjustment)
- 1962: Immer nur deinetwegen (Who’s Got the Action?)
- 1962: Die Tage des Weines und der Rosen (Days of Wine and Roses)
- 1964: Die Wilden Weiber von Tennessee (Kissin’ Cousins)
- 1964: Die Heulboje (The Patsy)
- 1964: König der heißen Rhythmen (Roustabout)
- 1965: Wie bringt man seine Frau um? (How to Murder Your Wife)
- 1967: Der tolle Mr. Flim-Flam (The Flim-Flam Man)
- 1968: Zärtlich schnappt die Falle zu (How To Save A Marriage and Ruin Your Life)
- 1968: Rosen für die Lady (The Subject Was Roses)
- 1969: Alexandria – Treibhaus der Sünde (Justine)
- 1969: Frei wie der Wind (Changes)
- 1969: The Monk
- 1970: Squeeze A Flower
- 1970: Nichts wie weg, Rabbit (Rabbit, Run)
- 1971: Once Upon A Dead Man
- 1971: The Late Liz
- 1971: Charlie und die Schokoladenfabrik (Willy Wonka and the Chocolate Factory)
- 1972: Pickup on 101
- 1972: Die Höllenfahrt der Poseidon (The Poseidon Adventure)
- 1978: The Comedy Company
- 1979: Marriage is Alive and Well
- 1981: Charlie and the Great Balloon Chase
- 1981: Cap und Capper (The Fox and the Hound)
- 1981: Tot & begraben (Dead & Buried)

Fernsehauftritte
- 1956, 1958: The George Burns and Gracie Allen Show (2 Folgen)
- 1958–1959: The Thin Man (20 Folgen)
- 1962: Ensign O’Toole (1 Folge)
- 1965: Preston & Preston (The Defenders, 1 Folge)
- 1971–1972: Polizeiarzt Simon Lark (Dr. Simon Locke, 26 Folgen)
- 1978–1979: Grandpa goes to Washington (11 Folgen)

## Auszeichnungen
- Für The Subject was Roses bekam er 1968 den Oscar als bester Nebendarsteller.